# Game Freak
Game Freak is een Japanse computerspelontwikkelaar die onder meer de Pokémon-serie produceert. Het bedrijf werd opgericht op 26 april 1989 door Satoshi Tajiri, Ken Sugimori en Junichi Masuda. Het is een second-party-uitgever voor Nintendo.

## Lijst van ontwikkelde spellen
| Jaar | Titel                                           | Uitgever           | Platform                                 |
| ---- | ----------------------------------------------- | ------------------ | ---------------------------------------- |
| 1989 | Mendel Palace                                   | Namco, Hudson Soft | NES                                      |
| 1991 | Smart Ball                                      | Sony Interactive   | SNES                                     |
| 1991 | Mario & Yoshi (Yoshi in Japan)                  | Nintendo           | Game Boy                                 |
| 1992 | Magical Tarurūto-kun                            | Sega               | Mega Drive                               |
| 1993 | Mario & Wario                                   | Nintendo           | SNES                                     |
| 1994 | Nontan to Issho! Kuru-Kuru Puzzle               | Victor Interactive | Game Boy                                 |
| 1994 | Smart Ball 2                                    | Sony               | SNES                                     |
| 1994 | Pulseman                                        | Sega               | Mega Drive                               |
| 1996 | Pokémon Red en Blue                             | Nintendo           | Game Boy                                 |
| 1996 | Bazaar de Gosāru no Game de Gosāru              | NEC                | PC Engine                                |
| 1998 | Pokémon Yellow: Special Pikachu Edition         | Nintendo           | Game Boy                                 |
| 1999 | Pokémon Gold en Silver                          | Nintendo           | Game Boy Color                           |
| 1999 | Click Medic                                     | Sony               | PlayStation                              |
| 1999 | Pokémon Gold en Silver                          | Nintendo           | Game Boy Color                           |
| 2000 | Pokémon Crystal                                 | Nintendo           | Game Boy Color                           |
| 2002 | Pokémon Ruby en Sapphire                        | Nintendo           | Game Boy Advance                         |
| 2004 | Pokémon FireRed en LeafGreen                    | Nintendo           | Game Boy Advance                         |
| 2004 | Pokémon Emerald                                 | Nintendo           | Game Boy Advance                         |
| 2005 | Drill Dozer                                     | Nintendo           | Game Boy Advance                         |
| 2006 | Pokémon Diamond en Pearl                        | Nintendo           | Nintendo DS                              |
| 2008 | Pokémon Platinum                                | Nintendo           | Nintendo DS                              |
| 2009 | Pokémon HeartGold en SoulSilver                 | Nintendo           | Nintendo DS                              |
| 2011 | Pokémon Black en White                          | Nintendo           | Nintendo DS                              |
| 2012 | Pokémon Black en White 2                        | Nintendo           | Nintendo DS                              |
| 2012 | HarmoKnight                                     | Nintendo           | Nintendo 3DS                             |
| 2013 | Solitiba                                        | Game Freak         | 3DS, Android, iOS                        |
| 2013 | Pokémon X en Y                                  | Nintendo           | Nintendo 3DS                             |
| 2014 | Pokémon Omega Ruby en Alpha Sapphire            | Nintendo           | Nintendo 3DS                             |
| 2015 | Tembo the Badass Elephant                       | Sega               | Windows, PlayStation 4, Xbox One         |
| 2016 | Pokémon Sun en Moon                             | Nintendo           | Nintendo 3DS                             |
| 2017 | Pokémon Ultra Sun en Ultra Moon                 | Nintendo           | Nintendo 3DS                             |
| 2017 | Giga Wrecker                                    | Rising Star Games  | Windows                                  |
| 2018 | Pokémon: Let's Go, Pikachu! en Let's Go, Eevee! | Nintendo           | Switch                                   |
| 2019 | Little Town Hero                                | Game Freak         | Switch, PlayStation 4, Windows, Xbox One |
| 2019 | Pokémon Sword en Shield                         | Nintendo           | Switch                                   |
| 2022 | Pokémon Scarlet en Violet                       | Nintendo           | Switch                                   |